# Principauté archiépiscopale de Brême
Pour les articles homonymes, voir Bremen et Brême (homonymie).
1180–1648
Entités précédentes :
- Duché de Saxe

Entités suivantes :
- Duchés de Brême-et-Verden

La principauté archiépiscopale de Brême ou archevêché de Brême (en allemand : Erzstift Bremen) fut un État ecclésiastique du Saint-Empire romain. Les archevêques de Brême qui relevaient du duché de Saxe obtinrent l'immédiateté impériale comme seigneurs temporels  de la principauté épiscopale (Erzstift) après la chute du duc Henri le Lion en 1180. Après que la cité de Brême fut élevée au rang de ville d'Empire, la résidence des archevêques est transférée à Bücken puis à Vörde.
Les frontières de la principauté et de l'archidiocèse de Brême ne coïncidaient pas. Dans le périmètre du diocèse fondé par Charlemagne en 788, l'autorité spirituelle de l’archevêque, en tant qu’évêque métropolite et légat apostolique, s’étendait à proprement parler sur la province ecclésiastique, de laquelle dépendaient au haut Moyen Âge les diocèses saxons de Lübeck, de Ratzebourg et de Schwerin. Le territoire de l'Erzstift représentait environ un tiers de l'archidiocèse et s'étendait au nord de la ville de Brême, entre la rivière Weser et l'embouchure de l'Elbe.
Lors de la Diète à Augsbourg en 1500, la principauté archiépiscopale de Brême rejoint le cercle de Basse-Saxe. Les archevêques faisaient partie du collège des princes ecclésiastiques à la Diète d'Empire. En 1567, l'archidiocèse adopta la Réforme protestante. Selon les stipulations de la paix de Westphalie de 1648, l'archevêché fut sécularisé en « duché de Brême » et donné avec l'ancienne principauté de Verden en fief à la Suède.

## Histoire

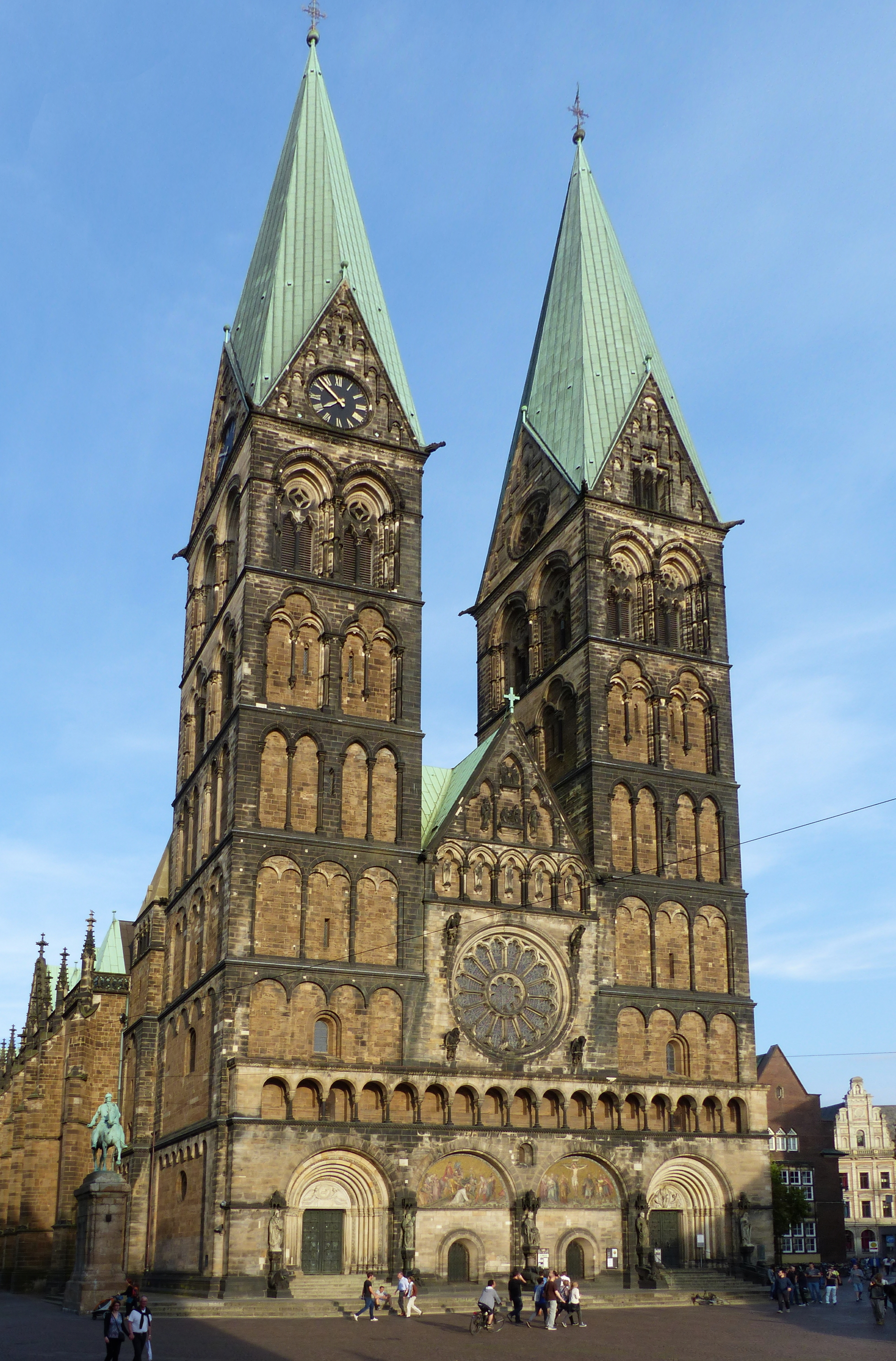
Cathédrale de Brême.

Au xie siècle déjà, les archevêques de Brême étaient en mesure de créér un territoire sous leur juridiction temporelle au sein de l'archidiocèse, notamment dans l'Altes Land et l'arrière-pays de Buxtehude. En 1047, à la suite de la rébellion de Godefroid le Barbu, l'empereur Henri III dote son confident l'archevêque Adalbert de Brême du pays de Fivelingo (Fivelgo) en Frise. L'archevêque ne réussit à s'en mettre possession qu'en 1057 : Egbert, le marquis de la Frise moyenne, s'en était sans doute emparé. Lors de la chute d'Adalbert, en 1066, Egbert le Jeune réussit sans doute à se remettre en possession ; mais la confiscation générale qui le frappa en 1086 atteignit également le Fivelgo.
Au cours de la division du duché de Saxe après la chute du duc Henri le Lion en 1180, l'empereur Frédéric Barberousse a fait de l'archidiocèse de Brême un État et territoire immédiat du Saint-Empire romain.